# Rick Farmiloe
Rick Farmiloe (n. 28 de diciembre de 1956 en Santa Rosa, California) es un animador. Creció queriendo ser un animador. Se mudó a Los Ángeles en 1978 y su carrera despegó desde allí. Ha hecho varios proyectos para Disney incluyendo The Great Mouse Detective, Aladdín y La sirenita. En 2006, trabajó para Los Simpson: la película. Actualmente tiene tres hijos.